# Sud (Haiti)
Sud (haitisk kreol: Sid) er en af 10 provinser (département) i Haiti og som er beliggende på sydkysten af øen Hispaniola. Hovedbyen er Les Cayes. Provinsen har 745 000 indbyffere (2002).
De omkringliggende regioner er Grand'Anse, Nippes og Ouest.

## Administrativ inddeling
Ministeriet er inddelt i fem arrondissementer (arrondissements) som ligger inddelt i 18
kommuner.

### Arrondissement d'Aquin
Arrondissement d'Aquin omfatter:
1. Aquin
2. Cavaillon
3. Saint-Louis-du-Sud

### Cayes Arrondissement
Cayes Arrondissement omfatter:
1. Les Cayes
2. Camp-Perrin
3. Chantal
4. Maniche
5. Île-à-Vache
6. Torbeck

### Chardonnières Arrondissement
Chardonnières Arrondissement omfatter:
1. Les Chardonnières
2. Les Anglais
3. Tiburon

### Côteaux Arrondissement
Côteaux Arrondissement omfatter:
1. Les Côteaux
2. Port-à-Piment
3. Roche-à-Bateau

### Port-Salut Arrondissement
Port-Salut Arrondissement omfatter:
1. Port-Salut
2. Arniquet
3. Saint-Jean-du-Sud

18°12′N 73°45′V / 18.2°N 73.75°V
|  | Infoboks uden skabelon Denne artikel har en infoboks dannet af en tabel eller tilsvarende. |